# مارجوري كاميرون
مارجورى كاميرون (بالإنجليزية: Marjorie Cameron)‏ هي كاتِبة وشاعرة وممثلة أمريكية، ولدت في 23 أبريل 1922 ببيلي بلين في الولايات المتحدة، وتوفيت في 24 يونيو 1995 بلوس أنجلوس في الولايات المتحدة.

## وصلات خارجية
- مقالات تستعمل روابط فنية بلا صلة مع ويكي بيانات